# Issoria baumanni
Issoria baumanni är en fjärilsart som beskrevs av Hans Rebel och Alois Friedrich Rogenhofer 1894. Issoria baumanni ingår i släktet Issoria och familjen praktfjärilar. Inga underarter finns listade i Catalogue of Life.